# 타타르어 위키백과
타타르어 위키백과(영어: Tatar Wikipedia, 타타르어: Татар Википедиясе)는 타타르어로 운영되는 위키백과이며, 2003년 9월부터 운영되고 있다. 267,719개의 문서가 등록되어 위키백과 언어판 중 68번째로 큰 위키백과가 되었으며, 30,212명이 등록되어 있다. 기호는 tt이다.
타타르어 위키백과는 주로 키릴 문자를 사용한다. 그러나 대부분의 키릴 문자와 달리 일부 문서는 라틴어로 되어 있어서, 사이드 바에 언어가 표시된다.